# Trimma panemorfum
Trimma panemorfum — вид риб з родини бичкових (Gobiidae). Описаний у 2022 році.

## Поширення
Відомий з трьох зразків, що зібрані на глибоководному рифі Учелбелуу в Палау на заході Тихого океану. Зібрані на глибині 91,4 м.

## Опис
Trimma panemorfum характеризується забарвленням тіла від жовтого до помаранчевого кольору з двома світло-блакитними смугами, кожна з яких має поперечну смужку того ж кольору на переднього початку.